# Вегелин, Джон
Джон Рейнхард Вегелин (англ. John Reinhard Weguelin; 23 июня 1849[…] — 28 апреля 1927[…], Гастингс, Восточный Суссекс) — английский художник и иллюстратор. Специализировался на фигуративных картинах с пышными фонами, как правило, пейзажами или садовыми сценами. Вегелин подражал неоклассическому стилю Эдварда Пойнтера и Лоуренса Альма-Тадемы, изображая сюжеты, вдохновлённые классической античностью и мифологией. Изображал сцены повседневной жизни в Древней Греции и Риме, а также мифологические сюжеты, уделяя особое внимание пасторальным сценам. Вегелин также черпал вдохновение в фольклоре и написал множество картин с нимфами и русалками.
Хотя его ранние работы были выполнены акварелью, все значительные произведения Вегелина были написаны маслом. Помимо этого создал иллюстрации к нескольким книгам, наиболее известны из которых были «Очерки Древнего Рима» Томаса Маколея. Его сюжеты были похожи на сюжеты его современника, Джона Уильяма Уотерхауса, который также специализировался на изображении женской фигуры на драматическом фоне, но в отличие от Уотерхауса, многие персонажи Вегелина были обнажены или скудно одеты. Художник был особенно отмечен за реалистичное использование света. Начиная с 1893 года, Вегелин почти полностью посвятил себя акварели и стал членом Королевского общества акварелистов. Работы Вегелина выставлялись в Королевской академии художеств и ряде других престижных лондонских галерей, и в течение всей его карьеры были высоко оценены. После Первой мировой войны был практически забыт, поскольку его стиль живописи вышел из моды. Наиболее известной его картиной стала «Лесбия», изображающая мифическую музу римского поэта Гая Валерия Катулла.

## Биография

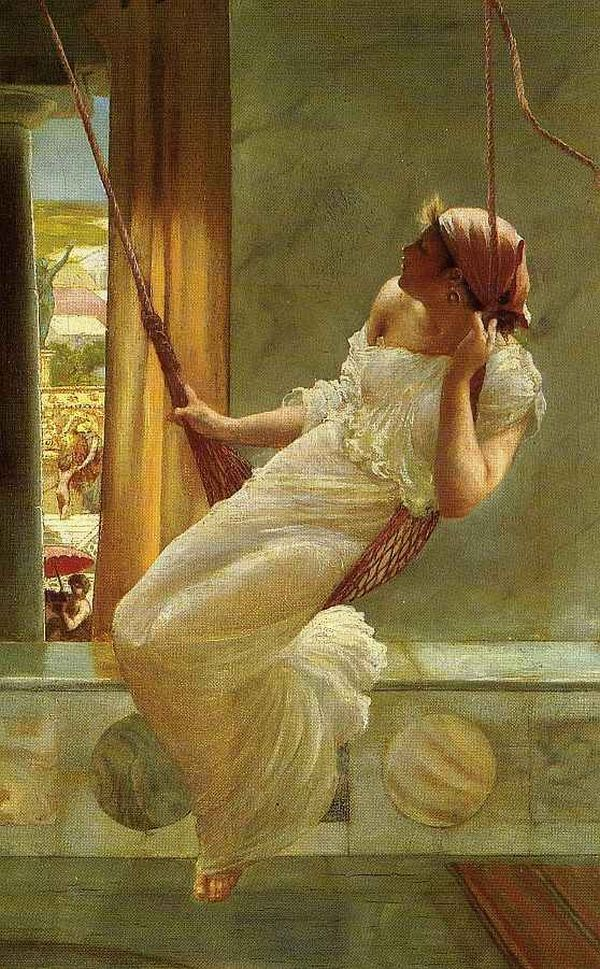
«Качели», 1893 год

Джон Рейнхард Вегелин родился 23 июня 1849 года в деревне Саут-Сток, недалеко от Арундела. Его отец, Уильям Эндрю Вегелин, был ректором Саут-Сток, но был вынужден отказаться от должности около 1856 года, когда присоединился к движению трактарианцев и стал католиком. В детстве, с семьёй переехал из Сассекса в Италию, где они прожили несколько лет. Вегелин провел много времени в Риме, где его вдохновляли искусство и история. Кроме нескольких уроков рисования в Италии, Вегелин не получил другого обучения живописи в детстве. В 1860 году одиннадцатилетний Вегелин был отправлен в школу кардинала Ньюмана в Эджбастоне. С 1870 по 1873 год работал андеррайтером в компании Lloyd’s of London.
В 1873 году, в возрасте двадцати трёх лет Вегелин поступил в Школу изящных искусств Слейда, которую в то время возглавлял Эдвард Пойнтер. Он провёл там пять лет, как у Пойнтера, так и у его преемника Альфонса Легро. Первой выставленной работой Вегелина была акварель «Смерть первенца» в галерее Дадли в 1877 году. По окончании Слейда его первая картина была выставлена в Королевской академии художеств. Хотя впоследствии Вегелин прославился как акварелист, он не выставлялся в этой технике до 1890-х годов, и почти все его картины до 1893 года были написаны маслом.
На Вегелина оказали сильное влияние работы Лоуренса Альма-Тадемы, но уже через несколько лет он разработал собственную интерпретацию классических сюжетов. Начиная с 1878 года, он выставлял многочисленные картины в различных лондонских галереях, включая Королевскую академию художеств, Галерею Гровенор и Новую галерею. Его работы также были представлены Обществом британских художников. Среди его работ были пейзажи, классические и библейские сюжеты, а также пасторальные сцены. Он также создал иллюстрации для нескольких книг, включая издание 1881 года книги Томаса Маколея «Lays of Ancient Rome», книгу Джорджа. А. Хенти «Кошка Бубастеса» (1889), сборник стихов Катулла (1893), сказки Ганса Христиана Андерсена «Русалочка и другие сказки» (1893) и переводы стихов Анакреонта Томаса Стэнли (1894).
Издание Библиографического общества описывало Вегелина как одного из немногих художников-декораторов, которые редко полагались на перо и обычно выражали себя «стиркой», а не линией: «Мистер Вегелин проиллюстрировал Анакреонта таким образом, что заслужил признание греческих учёных, а его иллюстрации к Гансу Андерсену получили более широкий и не менее благодарный приём. В его рисунках есть движение и атмосфера».
В 1893 году Вегелин впервые после ухода из Слейда взялся за акварель. Он выставил «Качели» в Королевской академии художеств, а через несколько месяцев был избран ассоциатом Королевского общества художников акварели. Действительным членом он стал в 1897 году. С этого времени Вегелин писал почти исключительно акварелью и мало работал маслом. Он регулярно выставлялся в галерее в Пэлл-Мэлл-Ист.
Вегелин увлекался греблей на каноэ и плаванием, был членом клуба «Сэвил». В зрелом возрасте он поселился в Гастингсе. Умер 28 апреля 1927 года.

### Художественный стиль
Ранние работы Вегелина можно считать классицистическими, реконструирующими образы повседневной жизни греческих и римских времён. Однако его творчество отражало свободную адаптацию языческого духа классического искусства, вместо того чтобы придерживаться строго исторической интерпретации. В 1904 году художественный критик Альфред Лис Балдри назвал Вегелина «художником классических абстракций».
В статье о выставках в Новой галерее в 1888 году издание The Art Journal сравнил работы трёх современников: Альма-Тадема, чьё творчество оказало сильное влияние на Вегелина, Чарльза Напьера Кеннеди и самого Вегелина, и Джорджа Фредерика Уоттса. Все четыре художника работали с похожими сюжетами.
Картины г-на Альма-Тадема "Венера и Марс", г-на К.Н. Кеннеди "Прекрасноволосый раб, сделавший себя королем" и г-на Дж.Р. Вегелина "Вакх и хор нимф" являются более реалистичными сюжетами, чем предыдущие [имеется в виду "Ангел смерти" г-на Уоттса]. Колорит г-на Тадемы наиболее мягкий, а г-на Вегелина - наиболее жёсткий и холодный. Все три работы серьёзно проработаны и дают более или менее верное представление о фигуре в её естественном соотношении с окружающей средой"

Более поздние работы Вегелина были описаны Болдри в «Практике акварельной живописи»:
Мистер Дж.Р. Вегелин прославился, прежде всего, как художник, рисующий обнаженную фигуру в технике акварели. Он взялся за тему, которую пытаются изобразить сравнительно немногие художники, и он разработал её в длинной серии очень привлекательных картин с очарованием и отличием, которыми можно искренне восхищаться. У него очень приятная фантазия и восхитительное чувство стиля; а его изящный рисунок, его изысканное чувство тонких гармоний цвета и блестящая прямая и выразительная кисть делают его работы более чем обычными примерами разумного применения акварели.
Далее Болдри обсуждает принципы и технику Вегелина.
Одиннадцатое издание Британской энциклопедии упоминает Вегелина как «одного из самых искусных и выразительных живописцев фантастических фигур».
В книге „British Water-Colour Art“ перечислены краски, используемые членами и ассоциированными членами Королевского общества художников акварели. Палитра Вегелина включала „вермилион, светло-красный, розовую марену, фиолетовую марену, коричневую марену, жёлтую охру, кадмий 1 и 2, оксид хрома, оксид хрома (прозрачный), чёрную и китайскую белила, коричневую Вандейка, сырую умбру, жжёную умбру“.

## Избранные произведения
„Смерть первенца“ (1877, акварель) стала первой работой Вегелина в Галерее Дадли и его последней значительной акварелью, написанной до 1893 года. Тема, которую Альма-Тадема рассматривал в своих работах в 1859 и 1872 годах. Её название отсылает к последней из десяти Казней Египетских, описанных в Книге Исход, в которой были поражены первенцы всего Египта, что убедило египтян освободить евреев из рабства.
"Смерть первенца" г-на Вегелина показывает молодого человека, распростертого на земле для похоронных обрядов, и его мать (возможно, скорее, жену), скрючившуюся на земле с лицом, спрятанным между коленями; достаточно хорошо продуманная трактовка, честно исполненная, но её нельзя назвать интенсивной.

Дочери греческого царя Даная выливают кувшины воды в бездонный кувшин, который они обречены наполнять, в „Труде Данаид“ (1878). Эта картина выставлялась в Королевской академии художеств.
Самой известной картиной Вегелина, вероятно, является „Лесбия“ (1878), вдохновлённая женщиной, которая была музой римского поэта Катулла. Катулл использовал псевдоним „Лесбия“ для обозначения аристократической любовницы, имя которой он хотел сохранить в тайне, хотя их отношения были бурными, и Катулл с горечью пишет об их окончании. Многие предполагают, что она была Клодией, вокруг которой ходили слухи и скандалы, связанные с некоторыми из самых известных мужчин в Риме, хотя ни один современный источник не даёт такого определения, и этот элемент тайны добавляет привлекательности как стихам, так и картине Вегелина.
На картине Лесбия изображена в виде молодой женщины, стоящей contrapposto в обрамлении ворот сада. Она одета лишь в пелену, сквозь которую виден солнечный свет, а в её волосах — цветочная гирлянда. Лесбия кормит птиц, которые летают, садятся вокруг неё и собираются у её ног. Изображенные птицы — домовые воробьи. Позади Лесбии — цветы, деревья и вид на море.

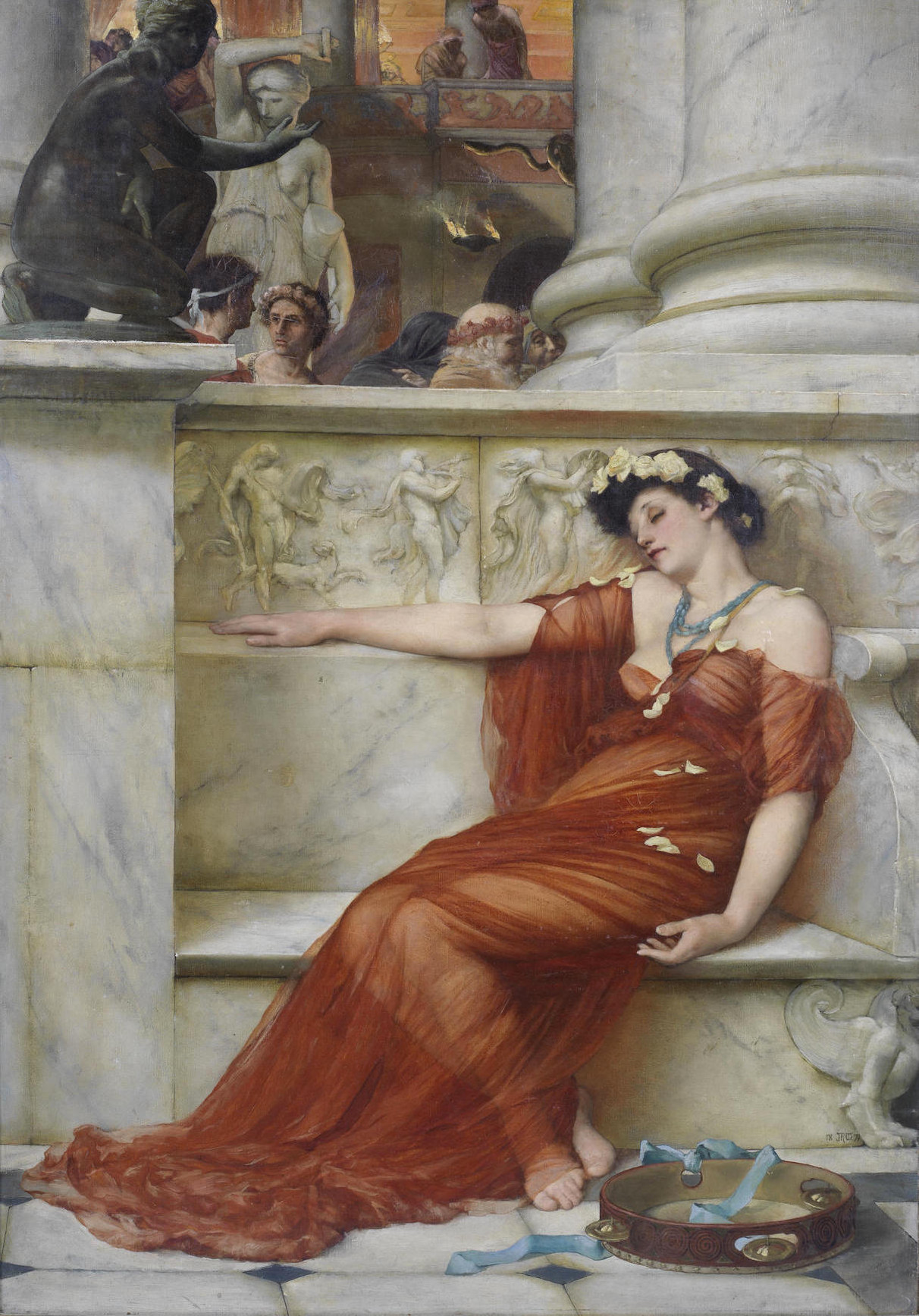
„Усталая танцовщица“

Картина „Усталая танцовщица“, также известная как „Ревель“ (1879), была выставлена в Галерее Гровенор. Рецензия на неё была опубликована в журнале Дублинского университета:
  "Усталая танцовщица" Дж.Р. Вегелина очень чёткая и насыщенная. Девушка расположилась на мраморном сиденье под мраморной колонной; её свободное платье из тёмно-красной гаузы выделяется на фоне мрамора, но не скрывает скрытых под ним конечностей. Её тёмные волосы увенчаны гроздьями жёлтых цветов, лицо совершенно сонное, а правая рука, вытянутая прямо на мраморную плиту позади неё, хорошо передает идею полной усталости. Исполнение мрамора напоминает работы Альмы Тадема

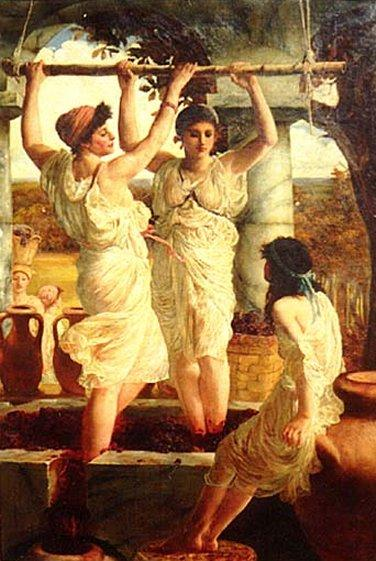
„Выжимание винограда“

На картине „Выжимание винограда“ (1880) две молодые женщины, юбки которых собраны до колен, стоят в каменной кадке, давя виноград, а сок льётся в ведро через выемку в боковой стенке кадки. Женщины стоят по обе стороны от подвешенного сверху шеста, за который они держатся руками, чтобы сохранить равновесие. Позади них арки, сквозь которые виден богатый лесной ландшафт, простирающийся вдаль. Каменные кувшины и корзины с виноградом стоят вдоль стены. Молодая девушка с лентой в волосах прислонилась к большому сосуду, поставив ноги на табурет, и наблюдает за работой женщин. Картина была обнаружена в доме в Портленде, в 1997 году, и впоследствии было установлено, что это работа Вегелина. Возможно, это та же картина, что и „Урожай“.
Картина „Урожай“ (1880) была выставлена в галерее Гровенор с отрывком из поэмы Томаса Маколея «Гораций»: И в чанах Луны / В этом году сусло будет пениться / Вокруг белых ног смеющихся девушек / Чьи отцы отправились в Рим". В своей рецензии газета «Таймс» назвала картину «редким примером живописного использования хорошего сюжета, который является как современным, так и античным». Более простая версия появилась в качестве одной из иллюстраций к изданию стихов Маколея 1881 года.
«Римский акробат» (1881) был выставлен в Галерее Гровенор. Картина была подвергнута критике в «The Gentleman’s Magazine», где её сравнивали с «Полётом Елены» Уильяма Бриттена, рядом с которой она была выставлена:
Аллегориям нет места на полотне г-на Вегелина; ни одна Венера не нуждается в улыбке одобрения подвига, который здесь запечатлён. Римский акробат - обременённая ремнями девушка, проделывающая свой опасный путь по натянутому канату, за которой наблюдают удивлённые глаза, пока руки балансируют друг с другом, а босые ноги сжимают и разжимают узкую верёвку - это тема, которую немногие художники, способные вообще иметь с ней дело, были бы склонны сделать слишком тщательно античной. Мучительное осознание деталей античности - малой правды для малого дела - оставило бы мало места для больших истин характера и высших интересов красоты и действия. От этой постоянной ошибки, которая всё же обеспечила бы ту мимолетную популярность, которая ждёт ловкой демонстрации простой образованности и мастерства, мистер Вегелин освободился. Первая мысль не о художнике, не о его фонде антикварных знаний и не о его кропотливой борьбе с техническими трудностями. Вместо этого мы получаем откровенное и простое удовольствие от картины. Она отличается прекрасным рисунком и выразительным действием - одновременно воображаемым и реальным. Г-н Вегелин вряд ли может похвастаться мастерством колориста, но он яркий живописец света под открытым небом, в котором, возможно, цвета кажутся менее тонкими. Однако творчество г-на Вегелина зависит не столько от какого-то одного высокоразвитого дара технического мастерства, сколько от объединения многих даров, которые уже значительны и будут совершенствоваться с каждым днём.

Картина «Египетские трудности во времена Августа» (1885), также известная как «Девушка с фламинго», и, вероятно, та же, что и «Танец фламинго» (1885), была выставлена в Галерее Гровенор. В каталоге картина описана так: «Девушка с фламинго; мраморная арка над бронзовой дверью. Характерная картина этого художника». В одной руке девушка держит обруч, обвитый плющом или похожей лозой, а в другой — стебель травы, которым она размахивает в сторону одного из группы прирученных фламинго, пытаясь, видимо, протащить его через обруч.

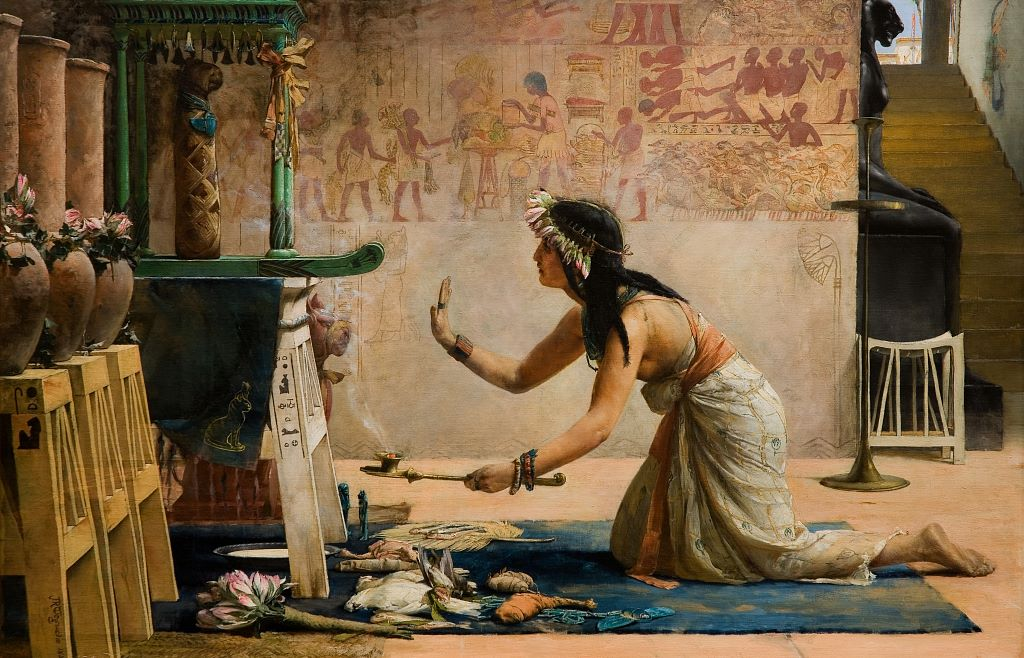
Погребение священной кошки (1886)

На картине «Триумф Вакха» (1882) бог изображён в виде ребенка, которого несут на подносе через ликующую толпу. Он восседает на диком кабане, а в руке сжимает тирс, который он победоносно поднимает. На заднем плане — ствол древнего дерева и пьедестал какой-то монументальной статуи. Вдали видны тополя и море.
На картине «Погребение священной кошки» (1886) жрица стоит на коленях перед алтарём, на котором лежит мумия кошки. Она воскуряет благовония и подносит духу кошки цветы и пищу, а также миску с молоком. На стене позади жрицы - египетская фреска, а вход в храм охраняет статуя богини Сехмет или Бастет, стоящая на троне. Лестница ведёт к дверному проему, через который открывается вид на небо и другие здания.
Иллюстрации Вегелина к «Жизни Древнего Рима» Маколея появились в издании 1881 года, на обложке которого Вегелин изобразил Горация, защищающего Сублицианский мост от армии Ларса Порсены.